# Stephen L. Neal

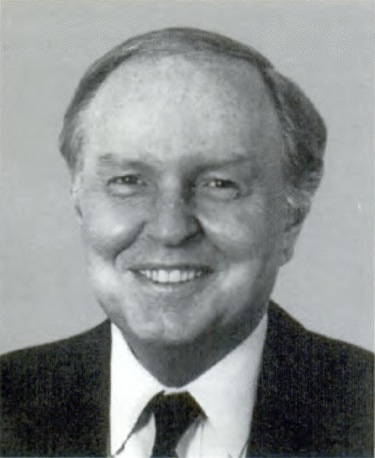
Stephen L. Neal, 1993

Stephen Lybrook Neal (* 7. November 1934 in Winston-Salem, North Carolina) ist ein ehemaliger US-amerikanischer Politiker. Zwischen 1975 und 1995 vertrat er den Bundesstaat North Carolina im US-Repräsentantenhaus.

## Werdegang
Stephen Neal besuchte die öffentlichen Schulen seiner Heimat und danach die Narbonne High School in Lomita (Kalifornien). Anschließend studierte er an der University of California in Santa Barbara und der University of Hawaiʻi in Manoa. Nach seiner Studienzeit wurde Neal im Bankgewerbe und im Verlagswesen tätig.
Politisch schloss er sich der Demokratischen Partei an. 1974 war er Delegierter zur außerordentlichen Democratic National Convention. Bei den Kongresswahlen desselben Jahres wurde Neal im fünften Wahlbezirk von North Carolina in das US-Repräsentantenhaus in Washington, D.C. gewählt, wo er am 3. Januar 1975 die Nachfolge des Republikaners Wilmer Mizell antrat, den er zuvor besiegt hatte. Nach neun Wiederwahlen konnte er bis zum 3. Januar 1995 zehn Legislaturperioden im Kongress absolvieren.
Im Jahr 1994 verzichtete Stephen Neal auf eine weitere Kongresskandidatur. Seither ist er politisch nicht mehr in Erscheinung getreten.